# Passaic (Nueva Jersey)
Passaic es una ciudad en el condado de Passaic, Nueva Jersey (Estados Unidos). Según el censo de los Estados Unidos de 2020, la ciudad tenía una población total de 70 537 habitantes, con densidad poblacional de 8692,8 personas. Situada al norte de Newark sobre el río Passaic, fue poblada por primera vez en 1678 por comerciantes holandeses, como el municipio de Acquackanonk. La ciudad y el río sacaron sus nombres de la palabra lenape "pahsayèk" que significa "valle".

## Historia
La ciudad se originó de un asentamiento holandés sobre el río Passaic establecido en 1679 que fue llamado Acquackanonk. El crecimiento industrial comenzó en el siglo XIX, cuando Passaic se convirtió en un centro textil y metalero. Passaic fue formada dentro de Acquackanonk Township el 10 de marzo de 1869 y fue incorporada como una aldea el 21 de marzo de 1871. Passaic recibió el estatus de ciudad el 2 de abril de 1873.
Una huelga famosa en 1926 contra las reducciones en los salarios involucró el derecho de reunión entre trabajadores en textiles locales.
Passaic ha sido llamada "El Lugar de Nacimiento de la Televisión". En 1931, la estación experimental de televisión W2XCD empezó a transmitir desde la De Forest Radio Corp. en Passaic. Se dice que fue la primera estación de televisión en transmitir a los hogares y fue la primera en transmitir una película. Allen B. DuMont, anteriormente jefe ingeniero de De Forest, abrió una de las primeras manufactureras de televisores, DuMont Laboratories, en Passaic en 1937. DuMont luego comenzaría la DuMont Television Network, la primera cadena de televisión comercial, en 1946.

## Geografía
Passaic está situada en 40°51′27″N 74°7′44″O.
Según la Oficina del Censo de los Estados Unidos, la ciudad tiene un área total de 8,3 kilómetros cuadrados, de los cuales 8,1 kilómetros cuadrados son tierra y 0,3 kilómetros cuadrados (3,12%) son agua. Passaic limita al norte, oeste y sur con la ciudad de Clifton y al este con el río Passaic.
Passaic está situada a 10 millas de la Ciudad de Nueva York y 12 millas del Aeropuerto de Newark.

## La ciudad
Passaic tiene varios distritos de negocios: la avenida Main comienza en el parque de Passaic y sigue la curva del río hasta el centro de la ciudad.
La ciudad alberga varias iglesias notables arquitectónicamente, incluyendo a la iglesia Luterana de St. John, la Primera Presbiteriana de Passaic y la iglesia Episcopal de St. John.
El Sudoeste de Passaic (conocido como parque de Passaic) es un centro residencial e institucional del judaísmo ortodoxo, con 25-30 Minyán de Sabbat y 1300 familias, así como también alberga numerosas Yeshibot, escuelas y otras instituciones. También hay comida kosher y establecimientos de compra.
El parque de Passaic toma su nombre del parque de Third Ward. Esta área es conocida por sus grandes mansiones y casas de varios estilos arquitectónicos, especialmente los victorianos y tudor. Varios condominios y complejos de apartamentos cooperativos también se sitúan acá: la Torre de Carlton (la estructura más alta de la ciudad), Las Torres y los Jardines de Barry.

## Demografía
Según el censo del 2000, había 67.861 personas, 19.458 hogares y 14.557 familias residiendo en la ciudad de Passaic (Nueva Jersey). La densidad de población era de 8.424,8 personas por kilómetro cuadrado. Había 20.194 unidades de vivienda a una densidad promedio de 2.507,1/km². La conformación racial de la ciudad era 35,43% blancos, 13,83% afroamericanos, 0,78% nativos americanos, 5,51% asiáticos, 0,04% isleños del pacífico, 39,36% de otras razas y 5,04% de dos o más razas. Los hispanos o latinos de cualquier raza conformaban el 62,46% de la población. Passaic es también conocida por su enclave ucraniano. 60,2% hablaban castellano, 29,3% inglés, 2,5% guyaratí y 2,5% Idioma polaco como su primer idioma. Dentro de los que hablan polaco en Passaic hay muchos gorals. Passaic tiene una importante comunidad judía ortodoxa y una creciente comunidad mexicana de más de 13.000 personas que en 2000 conformaba el 19,67% de la población.
Había 19.458 hogares de los cuales 42,0% tenían niños menores de 18 años viviendo en ellos, 43,7% eran parejas casadas viviendo juntos, 21,7% tenía a una mujer cabeza de familia sin la presencia del marido y 25,7% no eran familias. 8,2% de los hogares estaban habitados por personas del mismo sexo. 20,3% de todos los hogares estaban conformados por una sola persona y 8,4% tenían a alguien de 65 años o mayor viviendo solo. El tamaño promedio de un hogar era 3,46 y el tamaño promedio de una familia era 3,93. En la ciudad la población estaba esparcida con 30,8% menores de 18 años, 12,5% de 18 a 24, 31,6% de 25 a 44, 16,9% de 45 a 64 y 8,1% de 65 años o mayores. La edad media era 29 años. Por cada 100 mujeres había 99,5 hombres. Por cada 100 mujeres de 18 años o mayores, había 97,4 hombres.
El ingreso medio para un hogar en la ciudad era $33.594 y el ingreso medio para una familia era $34.935. Los hombres tenían un ingreso medio de $24.568 contra $21.352 de las mujeres. La renta per cápita de la ciudad era $12.874. Alrededor del 18,4 % de las familias y 21,2 % de la población estaban por debajo de la línea de pobreza, incluyendo al 27,6 % de los menores de 18 años y al 16,0 % de los mayores de 65 años.

## Gobierno
La ciudad de Passaic es gobernada bajo el sistema de Alcalde-Concejo de gobierno municipal bajo el ley estatal del Acta de Faulkner. Bajo esta forma de gobierno, el alcalde es electo directamento por los votantes por un término de cuatro años. Siete miembros del concejo ocupan el cargo por términos de cuatro años.
El alcalde actual de Passaic es Hector Lora, y el presidente del Consejo de la Ciudad es Gary Schaer, quien, como presidente del Concejo de la Ciudad, automáticamente ocupó esa posición luego de la renuncia del anterior alcalde Samuel Rivera, el viernes 9 de mayo de 2008, luego de declararse culpable a acusaciones federales en contra de sí mismo. Fue originalmente detenido por el FBI el 6 de septiembre de 2007 en un caso federal de corrupción que también incluyó las detenciones de los asambleístas Mims Hackett (ciudad de Orange) y Alfred E. Steele (Paterson).
Rivera era miembro de la Coalición de Alcaldes contra las Armas Ilegales, un grupo bipartidista con el objetivo de "brindarle seguridad a las personas sacando de las calles las armas ilegales" y el exalcalde interino Schaer continuó su membresía. La Coalición es copresidiéda por el exalcalde de Boston, Thomas Menino, y el exalcalde de la Ciudad de Nueva York, Michael Bloomberg.
Los miembros del Concejo de la Ciudad son Gary Schaer, Terrence Love, Thania Melo, José García, Chaim M. Munk y Daniel J. Schwartz, con un puesto siendo vacante desde junio de 2022, cuando concejal Salim Patel dejó su membresía en el Consejo por haber perdido muchos reuniones ese año. Exconcejales Marcellus Jackson y Jonathan Soto también fueron arrestados el 6 de septiembre de 2007 en cargos de corrupción, junto con el alcalde en ese entonces, Samuel Rivera.
Además de su rol como presidente del Concejo y alcalde interino, Schaer también ocupaba un cargo en la Asamblea Estatal de Nueva Jersey. Esta posición doble estaba permitida hasta 2008, bajo una cláusula en ley estatal que permitía ocupar dos cargos a todos políticos quienes estuvieron en ambas posiciones en 2008.

## Representación federal, estatal y del condado
Passaic está en el octavo distrito del Congreso y es parte del 36.º distrito legislativo.
El 8.º distrito del congreso de Nueva Jersey, cubriendo la porción sur del Condado de Passaic y las secciones norte del Condado de Essex, es representado por Bill Pascrell (D, Paterson). Nueva Jersey es representada en el Senado por Cory Booker (D, Newark) y Robert Menéndez (D, Harrison).
Para la Sesión Legislativa 2008-2009, el 36.º distrito de la Legislatura de Nueva Jersey está representado en el Senado Estatal por Paul Sarlo (D, Wood-Ridge), y la Asamblea por Clinton Calabrese (D, Cliffside Park) y Gary Schaer (D, Passaic). El gobernador de Nueva Jersey es Phil Murphy (D, Middletown).
El Condado de Passaic es gobernado por siete miembros del Comisionado del Condado, quienes son electos por términos de tres años, con dos o tres asientos elegidos en cada elección. Por 2025, los Comisionados del Condado de Passaic son el director, Pasquale Lepore (2025, Woodland Park), la directora diputada, Cassandra Lazzara (D, 2027, Little Falls), John Bartlett (D, 2027, Wayne), Terry Duffy (D, 2025, West Milford), Orlando Cruz (D, 2026, Paterson), Rodney DeVore (D, 2027, Paterson), y Bruce James (D, 2026, Clifton).

## Educación
El Distrito Escolar de la Ciudad de Passaic es un distrito escolar de tipo I y es una entidad legal independiente administrada por un comité de educación de nueve miembros elegidos por los votantes del distrito escolar. El distrito escolar no es parte de ningún distrito escolar regional ni consolidado y no recibe ni manda estudiantes, excepto por un número limitado de estudiantes de educación especial. El sistema escolar comprime 2 centros juveniles tempranos, 12 escuelas primarias (grados K-6), 1 escuela media (grados 7-8) y la Escuela Secundaria de Passaic para grados 9-12. El distrito es uno de los 31 Distritos de Abbott del estado.
El Passaic County Community College abrió un nuevo campus en la ciudad de Passaic el 11 de septiembre de 2008. La construcción comenzó en el nuevo sitio en la primavera de 2007 en la avenida Paulison. El nuevo campus le permitirá al PCCC alcanzar al 15% de sus estudiantes que provienen de la ciudad de Passaic.
El Yeshiva Gedolah of Passaic, un avanzado Yeshivá es un instituto de aprendizaje judío para estudiantes postsecundarios. Passaic también tiene un buen número de otras instituciones educacionales ortodoxas de educación primaria y secundaria así como también otros seminarios y kollels y para estudiantes avanzados y casados.

## Comercio
Algunas porciones de Passaic son parte de una Zona Urbana de Empresas. Además de otros beneficios para alentar el empleo dentro de la Zona, los compradores pueden tomar ventaja de un índice de impuestos a las ventas de 3,3125% (contra el 6,625% que se cobra en el resto del estado).

## Transporte
Passaic es servido por las rutas estatales incluyendo a la Ruta 3 y la Ruta 21. El Garden State Parkway y la Interestatal 80 están cercas a la ciudad.
El transporte local en ómnibus es provisto por el New Jersey Transit, con servicios hacia Paterson, Rutherford, Newark, Clifton, Garfield y Wallington entre otros lugares.
El colectivo 190 del New Jersey Transit provee servicio local y servicio interestatal hacia la Port Authority Bus Terminal en Nueva York.
La estación de tren del New Jersey Transit de Passaic está situada en la sección de Parque de Passaic, proveyendo servicio sur en la Main Line hacia la Terminal Hoboken y hasta el Cruce de Secaucus para las conexiones de New Jersey Transit y Amtrak hacia la Penn Sation en Midtown Manhattan y el Aeropuerto de Newark. El serivico norte es provisto hacia Paterson, Ridgewood, y las estaciones del estado de Nueva York en Suffern y Port Jervis.
Los colectivos proveen servicio a lo largo de la avenida Main hacia Paterson, Union City, la George Washington Bridge Bus Terminal en Nueva York y otros puntos.

## Comunicaciones
Passaic usa el código de área 973 de teléfono.

## Residentes notables
Residentes actuales y anteriores de Passaic incluyen a:
- Mitch Albom (nacido en 1958), autor de The Five People You Meet in Heaven.[19]
- Terrence Boyle (nacido en 1945), juez de la Corte Distrital de los Estados Unidos para el Distrito Oriental de Carolina del Norte.[20]
- George Breeman (1880-1937), marinero y receptor de una Medalla de Honor.[21]
- Bob Butterworth (nacido en 1942), ex fiscal general de Florida.[22]
- Arthur K. Cebrowski (1942-2005), almirante de la Armada de los Estados Unidos y oficial del Departamento de Defensa de los Estados Unidos.[23]
- Alan N. Cohen (1930-2004), excopropietario de los Boston Celtics y los New Jersey Nets.[24]
- Anthony Damiano, ganó fama en el programa de televisión COPS.
- Mark DeRosa (nacido en 1975), jugador de las Grandes Ligas de Béisbol.[25]
- Dow H. Drukker (1872-1963), representó al 6.º distrito del congreso de Nueva Jersey en 1914-1919.[26]
- Evelyn Dubrow (1911-2006), cabildera y receptora de la Medalla Presidencial de la Libertad.[27]
- Charles Evered (nacido en 1964), dramaturgo.[28]
- Donald Fagen (nacido en 1948), músico con Steely Dan.[29]
- Jack Fina (1913-1970), músico.
- Paul Goldberger (nacido en 1950), crítico de arquitectura ganador del Premio Pulitzer.[30]
- Reed Gusciora (nacido en 1960), exlíder de minorías de la Asamblea General de Nueva Jersey.[31]
- Robert Helps (1928-2001), pianista y compositor.[32]
- Craig Heyward (1966-2006), jugador de la National Football League.[33]
- Dennis Johnson (nacido en 1951), ex tackle defensivo de la NFL.[34]
- Mike Jorgensen (nacido en 1948), exjugador de las Grandes Ligas de Béisbol.
- Lewis Kaplan, violinista.[35]
- Fritz Knothe (1903-1963), exjugador de las Grandes Ligas de Béisbol.
- Martin Krugman (1919-?), exitoso propietario de una peluquería que era sospechosos del robo a Lufthansa en 1978 y luego supuestamente asesinado en 1979.
- Richard Liptak (nacido en 1985), conductor de radio de la WMSC 90.3 FM.
- Anthony Mason (nacido en 1925), actor.[36]
- Ray Malavasi (1930-1987), entrenador de la National Football League.[37]
- William J. Martini (nacido en 1947), ex congresista republicano.[38]
- Michael Marisi Ornstein (nacido en 1963), director de cine y actor.
- Bill Mokray (1907-1974), historiador y estadístico del baloncesto que fue colocado en el Basketball Hall of Fame en 1965 como un contribuyente al deporte.[39]
- David Packer (nacido en 1962), actor.
- Millie Perkins (nacida en 1938), actriz, más conocida por su rol protagonista en la película El diario de Ana Frank.[40]
- Jason Perry (nacido en 1976), ex safety en la NFL desde 1999 hasta 2002.[41]
- Joe Piscopo (nacido en 1951), comediante.
- Gerry Polci, percusionista y cantante con Frankie Valli y The Four Seasons.[42]
- Michael J. Pollard (nacido en 1939), actor.[43]
- Stuart Rabner (nacido en 1960), jefe de justicia de la Corte Suprema de Nueva Jersey.[44]
- John Roosma (1900-1983), capitán de los "Wonder Teams" de Ernest Blood que se convirtió en el primer jugador universitario en totalizar 1000 puntos en su carrera mientras estaba en la Academia Militar de los Estados Unidos.[45]
- Alan Rosenberg (nacido en 1951), actor ganador de un Premio Emmy y activista, primo de Donald Fagen.
- Mark Rosenberg (nacido alrededor de 1948), productor de cine.[46]
- Paul Rudd (nacido en 1969), actor.[47]
- Bob Russell (1914-1970), compositor del Salón de la Fama.
- Bob Russell (1908-1998), animador.[48]
- Sherwood Schwartz (nacido en 1916), productor de televisión.[49]
- Víctor Santos (nacido en 1976), jugador de los Cincinnati Reds.
- The Shirelles, músicas.
- Robert Smithson (1938-1973), artista.
- Larry Storch (nacido en 1973), actor.
- Tyronne Stowe (nacido en 1965), exjugador de la NFL.[50]
- Marcia Strassman (nacida en 1948), actriz, creció en Passaic.
- Michael Stroka (nacido en 1938), actor.
- Loretta Swit (nacida en 1937), actriz.
- Danny Szetela (nacido en 1987), jugador de la Major League Soccer.
- Dave Szott (nacida 1967), jugador y entrenador de la National Football League.
- Franklin Stuart Van Antwerpen (nacido en 1941), juez en el Tercer Circuito de Cortes de Apelaciones de Estados Unidos.[51]
- Jack Tatum (nacido en 1948), jugador de fútbol americano.[52]
- Dick Vitale (nacido en 1939), entrenador de baloncesto y comentarista deportivo.[53]
- Perry Williams (nacido en 1961), ex cornerback de los New York Giants.[54]
- Darrin Winston (1966-2008), jugador de las Grandes Ligas de Béisbol que jugó dos semanas en las Grandes Ligas de Béisbol para los Philadelphia Phillies.[55]
- Saul Zaentz (nacido en 1921), productor de cine.[56]
- Michael Zager (nacido en 1943), músico y productor.
- Frankie Zak (1922-1972), jugador de las Grandes Ligas de Béisbol para los Pittsburgh Pirates.